# Jan Molander
Jan Göran Gustaf Harald Molander, född 2 april 1920 i Stockholm, död 30 juni 2009 i Stockholm, var en svensk regissör och skådespelare.

## Biografi
Molander studerade vid Dramatens elevskola 1942–1945 och filmdebuterade 1944 i Alf Sjöbergs Hets. 1951 åkte han med sin familj på ett Fulbright-stipendium till New York för att studera det nya mediet TV. Han anställdes vid Sveriges radio TV 1954 där han regisserade den första TV-pjäsen samma år. Det blev med åren många pjäser för TV-teatern samt även en dramadokumentär i fyra delar om författaren Frank Heller. Han var chef för radioteatern 1969–1972. 
Jan Molander avled 2009 och är gravsatt på Norra begravningsplatsen i Stockholm.
Han var son till regissören Gustaf Molander och Elsa Fahlberg samt far till skådespelaren Anita Molander och regissören Mari Molander.

## Filmografi
- 1944 – Hets
- 1947 – Skepp till Indialand
- 1947 – Brott i sol
- 1948 – Främmande hamn
- 1948 – Banketten
- 1948 – Solkatten
- 1949 – Farlig vår
- 1949 – Greven från gränden
- 1949 – Skolka skolan
- 1949 – Jungfrun på Jungfrusund
- 1949 – Smeder på luffen
- 1950 – Ung och kär
- 1950 – Påhittiga Johansson
- 1950 – Fästmö uthyres
- 1950 – Kyssen på kryssen
- 1950 – Loffe blir polis
- 1951 – Puck heter jag
- 1951 – Tull-Bom
- 1951 – Det var en gång en sjöman
- 1952 – Klasskamrater
- 1952 – Kärlek
- 1953 – Flickan från Backafall
- 1954 – Flicka med melodi
- 1955 – Älskling på vågen
- 1956 – Lille Fridolf och jag
- 1956 – Skorpan
- 1958 – Fridolf sticker opp!
- 1959 – Fly mej en greve
- 1959 – Fridolfs farliga ålder
- 1976 – Hallo Baby

## Regi
- 1954 – När man köper julklappar (TV)
- 1958 – Kvinna i leopard
- 1958 – Hemma klockan sju (TV)
- 1959 – Det var en annan historia (TV-teater)
- 1960 – Diana går på jakt (TV)
- 1961 – Katten och kanariefågeln (TV)
- 1962 – Välkomstmiddag (TV)
- 1962 – Fru Warrens yrke (TV-teater)
- 1962 – De vackra människorna (TV)
- 1962 – Handen på hjärtat (TV)
- 1963 – Topaze (TV-teater)
- 1963 – Fan ger ett anbud (TV)
- 1963 – Och har du en ros... (TV)
- 1963 – Möblemang i ek (1963) (TV)
- 1965 – Hans nåds testamente (TV)
- 1966 – Patrasket (TV)
- 1967 – Candida (TV)
- 1968 – Hönssoppa med korngryn (TV)
- 1968 – Jag talar om Jerusalem (TV)
- 1968 – Nina (TV)
- 1969 – Den girige (TV)
- 1970 – Reservatet (TV)
- 1974 – Frihet är det bästa ting (TV)

## Film- och TV-manus
- 1947 – Supé för två
- 1949 – Smeder på luffen
- 1958 – Kvinna i leopard
- 1958 – Hemma klockan sju
- 1959 – Det var en annan historia (TV-teater)
- 1979 – Selambs (TV-serie)